# Hidroelektrana Itaipu
Hidroelektrana Itaipu na rijeci Parani i granici Brazila i Paragvaja, po proizvodnji električne energije je najveća na svijetu. Maksimalna godišnja proizvodnja električne energije od oko 94,7 TWh (Hidroelektrana Tri klanca je proizvela 84,4 TWh 2010.), ostvarena je 2008. godine (u sadašnjim bi okolnostima Hrvatska taj iznos potrošila za nešto više od šest godina). Ukupna instalirana snaga elektrane iznosi 20 × 700 MW, odnosno 14 000 MW (20 puta više od ukupne instalirane snage NE Krško), a proizvodi električnu energiju za prijenosnu naponsku razinu 220 kV i 50 Hz za Paragvaj, odnosno 110 kV i 60 Hz za Brazil čime se pokriva oko 95% paragvajskih i oko 25% brazilskih potreba. Pri tome postoji izmjenični i istosmjerni prijenos električne energije, uz tri visokonaponske interkonekcijske razine (750, 220 i 66 kV). Izgrađena je etapno, uz ulaganja dvije zemlje u omjeru 50% : 50%.
Riječ 'itaipu' potječe iz jezika Guarani Indijanaca, a znači "raspjevana stijena", što upućuje na to da je rijeka Parana na mjestu gdje se danas nalazi brana snažno bučila.

## Povijest
Ideja o izgradnji najveće hidroelektrane na svijetu pojavila se 1966., da bi nakon opsežnih priprema izgradnja započela 1978. Djelomično je završena u travnju 1991., kada je instaliran osamnaesti električni generator. Od tada godišnja proizvodnja energije stalno raste, uz iznimku 1997. i 1998., kada su uragani na brazilskoj strani srušili velik dio prijenosne mreže, pa je proizvodnja bila ograničena propusnom moći neoštećenog dijela mreže.
Ukupni instalirani kapacitet iznosi 14 000 MW. Ugrađeno je 20 električnih generatora, no prema međudržavnom ugovoru, nije dopušteno u rad puštati više od 18 vodnih turbina istodobno. Proizvodne jedinice instalirane su postupno, po dvije godišnje, odnosno po jedna na brazilskoj i paragvajskoj strani. Korištene su Francisove turbine sa snagom 700 MW, koje se najčešće koriste za srednje padove vode. Ipak, visina vodenog stupca ili maksimalni raspoloživi vodeni pad je viši nego što je projektiran (118 m), tako da električni generatori imaju stvarnu snagu od 750 MW. Za usporedbu, sva voda s vodopada Iguazú, bila bi dovoljna za 2 električna generatora.
Prosječan protok na agregate Hidroelektrane Itaipu 2000. godine iznosio je 10 651 m3/s, uz veliku dnevnu varijaciju (7964 - 18 962 m3/s). Prosječne godišnje padaline na tom području iznose 1400 mm, a isparenje 1200 mm, dok je prosječna godišnja temperatura 21 °C (maksimalna 40 °C, minimalna -4 °C).

## Socijalni i ekološki utjecaj
Kada se započelo s gradnjom, oko 10 000 obitelji, koji su živjeli uz rijeku Parana, je preseljeno. Vodopadi Guaira, do tada najveći na svijetu (po protoku), su potopljeni s umjetnim jezerom, tako da je nacionalni park u tom području zatvoren.

## Tehnički podaci

### Brana
Duljina brane iznosi 7760 m. Čine je glavna, gravitacijska armiranobetonska brana i nasute kamene, odnosno zemljane brane u nizu. U kruni je glavna brana duga 1064 m, a visoka 196 m, a u bazi je zajedno sa strojarnicom široka 273 m. U sastavu glavne betonske brane je i gravitacijski odvod koji je u kruni širok 170 m. Njezin sastavni dio su betonska krila čija je ukupna duljina u kruni 986 m, a najveća visina 64,5 m. Na lijevoj (zapadnoj, brazilskoj) obali brana se nastavlja kamenim nasutim dijelom čija duljina u kruni iznosi 1984 m, a najveća visina 70 m, te potom zemljanom nasutom branom duljine 2294 m i visine 30 m. Na desnoj (istočnoj, paragvajskoj) obali nalazi se preljev brane visine 40 m, širine 390 m i duljine 483 m. Ima 14 otvora u tri bloka od kojih glavni ima šest, a preostali po četiri otvora. Na desnoj obali je nasuta brana duljine 872 m i visine 25 m. Na mjestima gdje je to tehnički potrebno nastavljaju se zemljani nasipi.

### Umjetno jezero
Umjetno jezero Itaipu je sedmo po veličini u Brazilu (najveće je jezero Hidroelektrane Sobradinho s površinom 4214 km2). Njegova površina iznosi 1350 km2, duljina 170 km, najveća širina 12 km, prosječna širina 7 km, najveća nadmorska visina 220 m nad morem, a ukupni obujam 13 200 000 m3. Sva umjetna jezera imaju veći ili manji utjecaj na okoliš. Zato je 1997. – 2000. godine izrađivana studija sustava rijeke Parane koja je pokazala da postojeća akumulacija nema značajnijeg štetnog utjecaja na okoliš, a slični su podaci dobiveni tijekom prvog punjenja. Nakon završetka radova na izgradnji brane, uz dobre hidrološke uvjete, tj. velike dotoke, jezero je postupno punjeno približno dva tjedna, a za to je vrijeme povjerenstvo za zaštitu okoliša obilazilo poplavljene terene i spašavalo mnogobrojne ugrožene životinjske vrste.
Valja napomenuti da su još davne 1904. hrvatski istraživači Mirko i Stjepan Seljan, za potrebe paragvajske vlade, geološki i hidrografski istražili to područje i napravili prve točne zemljovide.

## Zanimljivosti
Godine 1995. elektranu je Američko društvo građevinskih inženjera (ASCI) uvrstilo u “sedam modernih svjetskih čuda”. Kada bi se njezina proizvodnja od oko 90 TWh godišnje ostvarivala u termoelektrani na ugljen, emisije ugljikovog dioksida iznosile bi 81 milijun tona godišnje. Čelik ugrađen u elektranu bio bi dovoljan za izgradnju 380 Eiffelovih tornjeva, dok je količina betona utrošenog za izgradnju 15 puta veća nego za izgradnju tunela ispod La Manchea, a za ugrađeni bi se materijal moglo izgraditi 210 nogometnih stadiona Maracanã u Rio de Janeiru. Isto tako, njezina je proizvodnja ekvivalentna ukupnoj proizvodnji 20 elektrana veličine NE Krško!